# 아이티 위기 (2018년~현재)
아이티 위기는 2018년부터 이어져 오는 아이티의 정치, 사회적 위기 상황이다. 2018년 7월 7일 아이티 전역의 도시에서 연료 가격 인상에 항의하는 시위가 시작되었다. 시간이 지나면서 이 시위는 당시 아이티의 대통령인 조브넬 모이즈의 퇴진을 요구하는 시위로 발전했다. 야당 정치인 장-샤를 모이즈(대통령과 친인척 관계 아님)가 이끄는 시위대는 과도정부 수립, 복지 제공, 부패 혐의 공무원 기소 등을 목표로 한다고 밝혔다. 2019년부터 2021년까지 조브넬 모이즈 정부 퇴진을 요구하는 대규모 시위가 이어졌다. 모이즈는 2016년 11월 아이티 대통령 선거에서 21%의 투표율에서 1위를 차지해 대통령에 당선되었다. 그 이전인 2015년 아이티 대통령 선거는 부정선거 적발로 인해 무효화되었다. 2021년 2월 7일에는 야당 지도자들이 쿠데타를 시도했다는 혐의로 23명이 체포되고 경찰과 시위대 간 충돌이 발생했다.
2021년 7월 7일, 조브넬 모이즈가 외국 용병 28명에게 암살당했다. 암살 용의자 중 3명이 사살되고 20명이 체포되었으며 2021년 7월부로 다른 총격범과 공격 주동자에 대한 수사가 진행중이다. 2021년 7월 20일에는 아리엘 앙리가 아이티의 총리 권한대행으로 취임했다.
2022년 9월 추가 연료 가격 상승으로 추가 시위가 발생했고 갱단 연합이 아이티 최대 연료 저장소 주변을 봉쇄했다. 콜레라 발생과 광범위한 급성 기근 사태가 겹치면서 유엔 안전 보장 이사회는 아이티의 갱단 지도자 중 한 명인 지미 셰리지에에 대해 제재를 가했다. 2022년 캐나다는 "아이티의 중대하고 조직적인 인권 침해에 가담했다"는 혐의로 길버트 비지오, 레이놀드 디브, 세리프 압달라 등 부유 기업가 3명과 미셀 마르텔리, 로렝 라모트, 장-앙리 세앙, 조세프 람베르, 유리 라토튀 등 수많은 정치인에 대한 제재를 발표했다. 2023년 10월 유엔 안전 보장 이사회에 제출된 보고서에서도 마르텔리, 디브, 라토튀가 갱단과 연관되어 있다고 발표했다.
2024년 3월 앙리 총리대행은 갱단 폭력을 줄이기 위해 케냐 경찰의 도움을 받기 위해 국외 출장을 했다 아이티로 돌아올 수 없게 막혔다. 거리의 혼란과 권력 공백으로 3월 11일 카리브 공동체 긴급회의가 열렸다. 3월 11일 앙리는 시위대, 갱단, 국제 사회의 압력으로 사임한다고 밝혔으며 과도위원회에서 새 총리와 내각을 지명하는 즉시 신정부가 들어설 것이라고 발표했다.

## 배경과 기원
2017년 11월 아이티 원로원(상원)에 발표된 2008~2016년(르네 프레발, 미셀 마르텔리 임기 기간) 동안에 페트로카리베를 통한 베네수엘라발 대출로 상당한 금액의 부패 자금이 조달되었음이 드러났다. 2017년 유엔군이 철수하면서 생긴 권력 공백 지대를 갱단이 차지했으며, 그 중 일부는 2008년 《반디 레갈》이라는 이름의 앨범으로 유명한 가수이자 경찰 내 우익과 관계가 깊은 마르텔리가 육성하고 자금을 지원했으며 심지어 직접 창설한 갱단도 있었다.
2021년 2월 모리즈의 대통령 임기에 대한 분쟁으로 시위가 일어났다. 시위대는 모리즈 대통령의 임기가 공식적으로 2021년 2월 7일에 끝났다고 주장하고 물러날 것을 요구했다. 하지만 모리즈는 아이티 헌법에 따라 대통령 임기는 5년이며, 2017년 2월에야 대통령이 되었으므로 아직 1년의 임기가 더 남았다고 주장했다. 또한 시위대는 모리즈가 내세운 2021년 아이티 개헌 국민투표에 대해서도 대통령 연임 금지 조항을 폐지해 모리즈가 다시 출마할 수 있도록 길을 열어준다고 매우 우려했다.
2017년부터 2021년까지 아이티의 정치계가 교착 상태에 빠지고 자금 부족으로 공공행정이 사실상 중단되며 사법 체계가 혼란에 빠진 가운데 갱단은 정치인과 협력하여 정치권을 장악하고, 비즈니스 엘리트의 자금 조달, 비호, 납치, 살인을 통해 경제를 장악했다.

## 역사

### 2018년 시위
2018년 3월 베네수엘라가 아이티로의 석유 수송을 중단하면서 연료 부족 사태가 발생했다. 7월에는 정부 보조금도 폐지되면서 등유 가격은 50% 이상 상승했고 다른 화석연료도 비슷한 정도로 가파르게 가격이 상승했다. 2018년 7월부터 시행된 가솔린, 경유, 등유에 대한 유류세 인상으로 아이티인들은 시위를 하기 시작했다. 미국 항공사들은 아이티를 오가는 항공편 운항을 취소했다. 정부는 세금 인상을 철회했고, 대통령은 2018년 7월 14일 미숙했던 자크 위 라퐁탕의 총리직 사임안을 받아들이고 한 달 후 장-앙리 세앙으로 총리를 교체했다.
2018년 8월 중순에는 아이티계 캐나다인 길버트 미람부 주니어가 눈을 가린 채 "Kot kòb PetwoKaribe a ?"("페트로카리베 돈은 어디로?")라고 써진 표지판을 들고 있는 자신의 사진을 업로드했다. 곧 소셜 미디어에서 #petrocaribechallenge 라는 해시태그가 유행하기 시작했다. 셰론 로버츠는 이런 메시지가 처음에는 국제 사회에 정권 교체 노력이 진행 중임을 알리는 역할을 했다고 말했다. 그 후 아이티 언론이 오프라인에서 이 해시태그를 공유해 보도하며 아이티 내 메시지로도 증폭시켰다.
계속되는 수사로 이어지는 폭로와 비난에 대한 분노는 가을이 되면서 다시 끓어올랐으며 2018년 10월에는 레카이, 자크멜, 생마르크에서 대치 상황과 폭력사태가 발생했다. 2018년 11월 한 주간의 시위로 정부 측 차량이 "갑자기 바퀴가 빠져 군중으로 들이받아" 여러 명이 사망하는 등 총 10명이 사망했다.

### 2019년 시위

#### 2월
2019년 2월 상원의 페트로카리베 조사에 대한 법원의 보고서 발표 이후 대규모 시위가 다시 발생했다. 경제 문제와 생활비 상승이 시위를 촉발시켰다.
2월 7일 시위대는 부유한 아이티인의 고급 차량을 표적으로 삼아 피해를 입혔다. 다음 날 페티옹빌과 포르토프랭스 시장은 아이티 카니발 행사를 취소한다고 발표했다. 이틀 후 모이즈의 한 보안요원이 한 여성의 차를 치고서 구타하자 시위대는 경찰과 충돌하며 모이즈 대통령의 집에 돌을 던졌다. 2월 12일 시위대는 사람이 많은 시장을 불태우고 아퀸의 감옥에서 탈옥을 도와 시설의 모든 수감자를 석방시켰다. 포르토프랭스에서는 이탈리아 영사관과 페루 영사관 건물이 시위대에게 약탈당했다.
모이즈 대통령은 2월 14일 연설에서 자신은 물러나지 않을 것이며 "무장갱단과 마약 밀매업자에게 나라를 넘겨주지 않을 것"이라고 말했다. 2월 22일 며칠 전 시위 중 사망한 남성의 장례 행렬에서 아이티 경찰은 운구를 지켜보는 200명의 군중을 향해 최루탄을 발사했다. 야당 지도자 실러 루이도는 이 날 시위의 규모가 줄어들었지만 향후 시위에 더 나와야 한다고 시민들에게 촉구했다.

#### 3월
아이티 하원이 2019년 3월 18일 장-앙리 세앙 총리 내각에 대한 불신임안을 의결한지 3일 후 모이즈 대통령은 세앙 총리의 후임자로 장-미셸 라핀을 임명했다. 2019년 11월 중순까지 이 총리 교체안은 아이티 의회에 의결되지 않았다. 대통령과 의회 간의 교착 상태로 인해 무정부 상태가 된 아이티는 안정적인 정부 구성이 전제 조건이었던 수억 달러의 국제 원조가 끊겼다.

#### 6월
6월 10일 시위가 격화되는 가운데 언론인 로피드 페티옹이 포르토프랭스의 라디오 산즈에서 정부를 비판하는 방송을 하고 퇴근길에 회사 차량 안에서 총을 맞은 채 사망했다.

#### 10월
10월 4일, 아이티 전역에서 수천 명이 시위를 열었다. 포르토프랭스에서는 시장이 시위대에 합류해 모이즈 대통령의 퇴진을 요구했다. 이틀 전 야당은 대표단을 통해 유엔 사무총장에게 페트로카리베 사건에 대한 현직 대통령의 역할과 포르토프랭스 인근 라살린에서 발생한 학살의 책임이 정부에게 있다는 서한을 보냈다. 리오닐 트루일로는 《르우마니테》에서 "음모론에 빠지지 않더라도 아이티 상황에 대한 국제적인 침묵은 정말 걱정스러운 것이 많다."고 말했다.
10월 11일에는 정부에 비판적이었던 두 번째 라디오 저널리스트인 네에미 조세프가 미르발레의 한 차량 트렁크에서 사망한 채 발견되었다. 10월 22일에는 수도 포르토프랭스에서 가톨릭 신자 수천 명이 시위를 열었다. 막스 레로이 메시도 대주교는 아이티의 지도자들에게 "더 이상 버틸 수 없다"는 국민의 목소리에 귀를 기울여야 한다고 말했다. 에너지 위기, 도로 봉쇄, 광범위한 불안으로 관광객이 급감해 패티옹빌의 베스트 웨스턴 프리미어 호텔이 폐업했고 카프아이시앵에서는 몽졸리 호텔이 문을 닫았다. 10월 27일 포르토프랭스의 시위 중 2명이 사망했다. 또한 같은 날 복면을 쓴 경찰관들이 낮은 급여와 의료보험 부족으로 거리에서 시위를 열었다.
아이티 헌법에 따르면 10월에는 총선이 열려야 하지만 2019년 10월에 선거가 열리지 않았다. 유엔은 9월 중순 이후 아이티에서 42명이 사망하고 86명이 부상을 입었다고 발표했다.

#### 11월
2019년 11월에는 2개월 반 넘게 학교, 법원, 기업, 공공기관의 운영과 경제 생산이 대부분 중지된 상황을 두고 아이티어로 "페이 록"('국가 폐쇄')라는 단어가 유행했다.

## 같이 보기
- 2004년 아이티 쿠데타
- 뒤발리에 반대 시위 운동